# SV Seligenporten
El SV Seligenporten es un equipo de fútbol de Alemania que juega en la Bayernliga Nord, una de las ligas regionales que conforman la quinta liga de fútbol más importante del país.

## Historia
Fue fundado el 23 de julio de 1949 en la ciudad de Pyrbaum y tiene departamentos en otras secciones como balonmano, Jiu-Jitzu, encuestre, baile, canto y otros deportes recreativos. 
Los primeros años de su historia lo pasaron en los niveles amateur de la Franconia Media hasta que en el 2004 ascendieron a la Landesliga Bayern-Mitte (V) y ganaron la Copa de Baviera en 2007, con lo que jugaron su primer Copa de Alemania, en la que perdieron con el Arminia Bielefeld, en ese entonces equipo de la Bundesliga.
En el 2008 ascendieron a la Bayernliga, donde a duras penas se mantuvieron gracias a ganar la serie de Play-off. En la temporada 2011/12 se ubicaron entre los 9 primeros de la liga, lo que les dio el derecho de ascender a la recién creada Regionalliga Bayern.

## Palmarés
- Bayernliga Nörd: 1 (V)

2016
- Bezirksliga Mittelfranken-Süd: 1 (VII)

2001
- Bavarian Cup: 1

2007
- Copa Mittelfranken: 1

2007

## Temporadas recientes
Estas son las temporadas del club desde 1999:
| Temporada | Liga                          | División | Posición |
| 1999–2000 | Bezirksliga Mittelfranken-Süd | VII      | 7º       |
| 2000–01   | Bezirksliga Mittelfranken-Süd | VII      | 1º ↑     |
| 2001–02   | Bezirksoberliga Mittelfranken | VI       | 13º      |
| 2002–03   | Bezirksoberliga Mittelfranken | VI       | 13º      |
| 2003–04   | Bezirksoberliga Mittelfranken | VI       | 2º ↑     |
| 2004–05   | Landesliga Bayern-Mitte       | V        | 6º       |
| 2005–06   | Landesliga Bayern-Mitte       | V        | 6º       |
| 2006–07   | Landesliga Bayern-Mitte       | V        | 4º       |
| 2007–08   | Landesliga Bayern-Mitte       | V        | 2º ↑     |
| 2008–09   | Bayernliga                    | V        | 15º      |
| 2009–10   | Bayernliga                    | V        | 6º       |
| 2010-11   | Bayernliga                    | V        | 6º       |
| 2011–12   | Bayernliga                    | V        | 6º ↑     |
| 2012–13   | Regionalliga Bayern           | IV       | 14º      |
| 2013–14   | Regionalliga Bayern           | IV       |          |

- Con la introducción de las Bezirksoberligas en 1988 como el nuevo quinto nivel por detrás de las Landesligas, todas las ligas bajaron un nivel. Con la introducción de las Regionalligas en 1994 y de la 3. Liga en 2008 como el nuevo tercer nivel por detrás de la 2. Bundesliga, todas las ligas bajaron un nivel. Con la creación de la Regionalliga Bayern como el nuevo cuarto nivel en Baviera en 2012, la Bayernliga se dividió en las divisiones norte y sur, las Landesligas pasaron de ser 3 a 5 y las Bezirksoberligas desaparecieron. Todas las ligas ubicadas por debajo de las Bezirksligas subieron un nivel.

## Participación en la Copa de Alemania
| Temporada | Ronda | Fecha                | Local            | Visitante         | Marcador | Asistencia |
| 2007–08   | 1     | 5 de agosto del 2007 | SV Seligenporten | Arminia Bielefeld | 0–2      | 3,500      |

Fuente: